# Gà Kampong

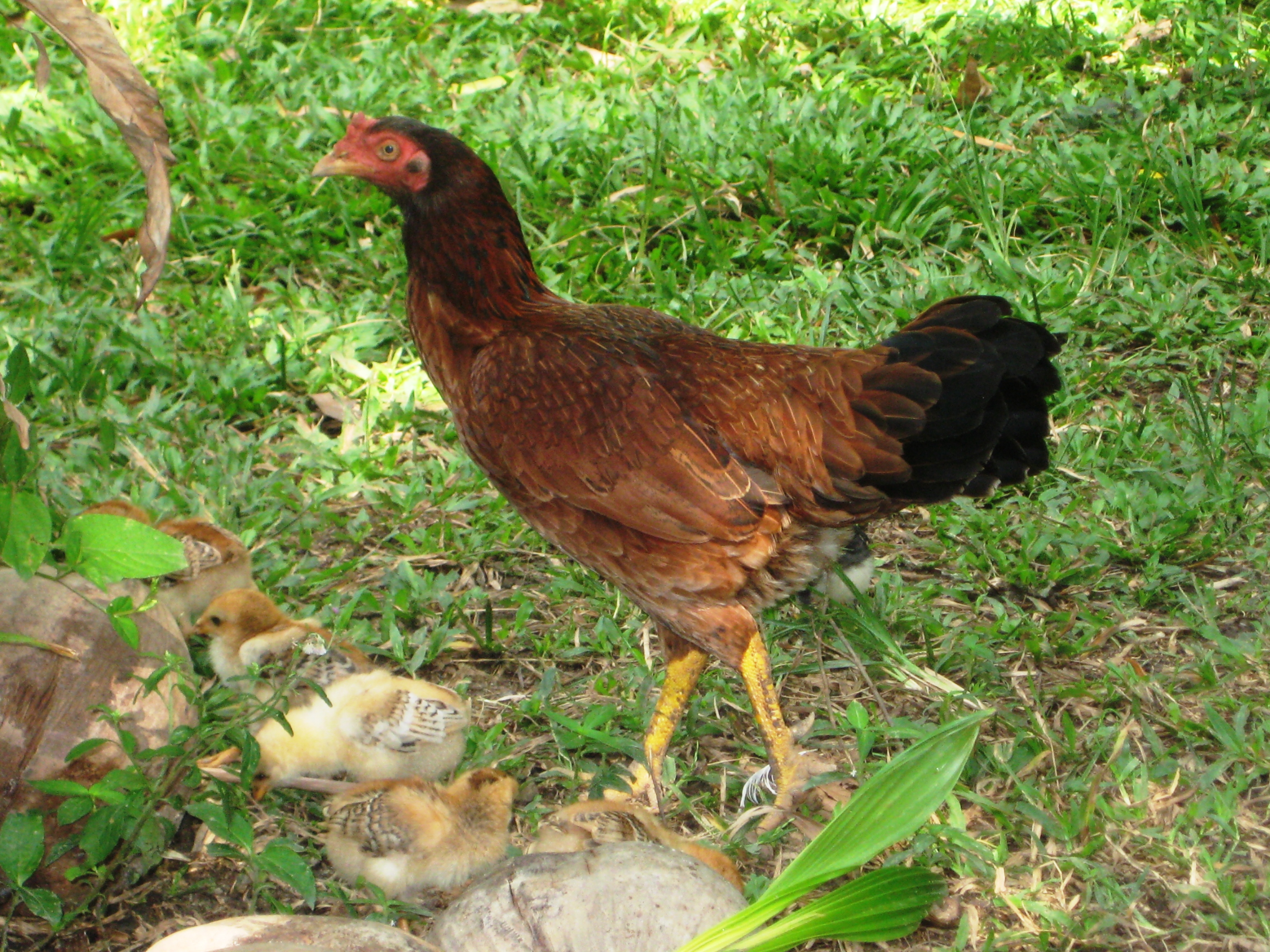
Gà Mã Lai

Gà Kampong hay gà Kampung (Ayam Kampong/Kampung) là một giống gà có nguồn gốc xuất xứ từ Indonesia và Malaysia. Tên gọi địa phương của nó chỉ có nghĩa là "con gà làng". Tại Indonesia, các con gà Kampung chỉ về những con gà bản địa được nuôi bằng các kỹ thuật sản xuất truyền thống theo kiểu thả rông ở phạm vi truyền thống của hầu hết các hộ gia đình trong làng. Nó hiện là một quần thể có dân số đa dạng cho kết quả từ việc kiểm soát được lai tạo giữa gà rừng lông đỏ, gà Đông Nam Á bản địa và gà kiểng các loại nhập khẩu vào cuối năm 1800 của châu Âu, chủ yếu là người Anh, người định cư.

## Đặc điểm
Ayam Kampong là một con gà chuyên dụng có tầm vóc nhỏ, chúng phát triển thể chất chậm do giống góp phần vào năng suất thấp. Cả hai đặc tính vật lý của nó và màu sắc của nó rất thay đổi. Ba loại màu chính được công nhận. Màu lông gà phổ biến nhất là sự đa dạng màu đen đỏ (điều), trong đó gà là chủ yếu là màu xanh lá cây đen với lại màu đỏ nâu bóng, chúng có lông cổ khá rậm và lông mã. Các giống khác chỉ là những loại màu đỏ và các loại cổ trụi.

## Sử dụng
Theo truyền thống ayam Kampong đã nuôi nhốt bởi phần lớn dân số nông thôn của Indonesia và chúng đại diện cho một nguồn quan trọng của sản phẩm thịt và trứng phục vụ cho nhu cầu của người dân. Tuy nhiên, do năng xuất thấp, ayam Kampong không thể cung cấp đủ cho thị trường tiêu thụ hàng ngày. Tuy nhiên, chúng có truyền thống tiêu thụ trên hầu hết các dịp gia đình và lễ kỷ niệm. Gà mái Ayam Kampong còn lại để tìm kiếm thức ăn đẻ khoảng 55 hoặc 100 trứng màu nâu mỗi năm, với trọng lượng trung bình là 39 g. Trong sản xuất thịt gà, gà đạt được một trọng lượng thương phẩm từ 1-1,5 kg trong bốn hoặc năm tháng. Thịt của chúng có một mức giá cao hơn so với các giống thương phẩm.